# Hanns Ebner
Hanns Ebner (* 11. Juli 1900 in München; † nach 1938) war ein deutscher Beamter und Parteifunktionär (NSDAP).

## Leben und Werk
Hanns Ebner trat zum 1. Mai 1928 der NSDAP bei (Mitgliedsnummer 89.114). Er war zum Oberregierungsrat ernannt worden und übernahm spätestens 1932 die Leitung der Landespropagandastelle Bayern der NSDAP. 1934 hatte er seinen Sitz in der Bayerischen Staatskanzlei. Er war Stellvertreter von Ministerialdirektor Rudolf Buttmann in der Hauptabteilung II (Volksbildung). 1937 wirkte er auch als Stoßtruppredner der NSDAP. Zu diesem Zeitpunkt trug er bereits den Professor-Titel.
1934 nahm er die Verbesserung und Überarbeitung des Werkes Führer, Volk und Tat. Geschichte und Gestalt der neuen Nation vor, das im gleichen Jahr als 2. Auflage in München bei C. Pechstein erschien.